# Clavidesmus indistinctus
Clavidesmus indistinctus là một loài bọ cánh cứng trong họ Cerambycidae.